# 1976年夏季残疾人奥林匹克运动会爱尔兰代表团
1976年夏季残疾人奥林匹克运动会爱尔兰代表团是爱尔兰派出的1976年夏季残疾人奥林匹克运动会代表团。获得4枚金牌、10枚银牌和6枚铜牌。